# Cerro de San Francisco
El cerro de San Francisco, conocido popularmente como la Montañeta, fue una prominencia natural situada en el centro de la ciudad de Alicante (España). Con una altura de entre 18 y 20 metros, este cerro desempeñó un papel significativo en la historia urbana y defensiva de la ciudad hasta su desmonte en el siglo XX.

## Historia
Durante la guerra de la Independencia española, el cerro albergó varios torreones construidos como parte del sistema defensivo de la ciudad. Además, en su cima existían molinos y viviendas precarias, incluidas cuevas habitadas por personas de escasos recursos. El cerro se extendía entre las actuales calles de Alfonso el Sabio, Federico Soto, Jerusalén y Navas, actuando como una barrera natural que separaba el centro histórico del nuevo ensanche de la ciudad.
En 1931, el Ayuntamiento de Alicante inició el proyecto de desmonte del cerro con el objetivo de urbanizar la zona y facilitar la expansión urbana. Sin embargo, las dificultades económicas y los acontecimientos políticos, como la guerra civil española, retrasaron las obras. Tras la contienda, se retomó el proyecto, y en 1941 se anunció la desaparición de gran parte del macizo rocoso. El arquitecto municipal Félix de Azúa Gruart diseñó una nueva plaza cuadrangular, conocida como plaza de la Montañeta, en el lugar que ocupaba el cerro.

## Patrimonio y legado
El desmonte del cerro permitió la prolongación de la calle Colón hasta la avenida de Federico Soto y la ampliación de la calle del Pintor Agrasot. En la nueva plaza  se construyeron edificios de estilo neoclásico institucional, como la Subdelegación del Gobierno en Alicante, la sede provincial de la Agencia Tributaria y la delegación provincial del Ministerio de Justicia. Además, se erigió la parroquia de Nuestra Señora de Gracia, que sustituyó al desaparecido convento de San Francisco.